# インテリジェントキーシステム

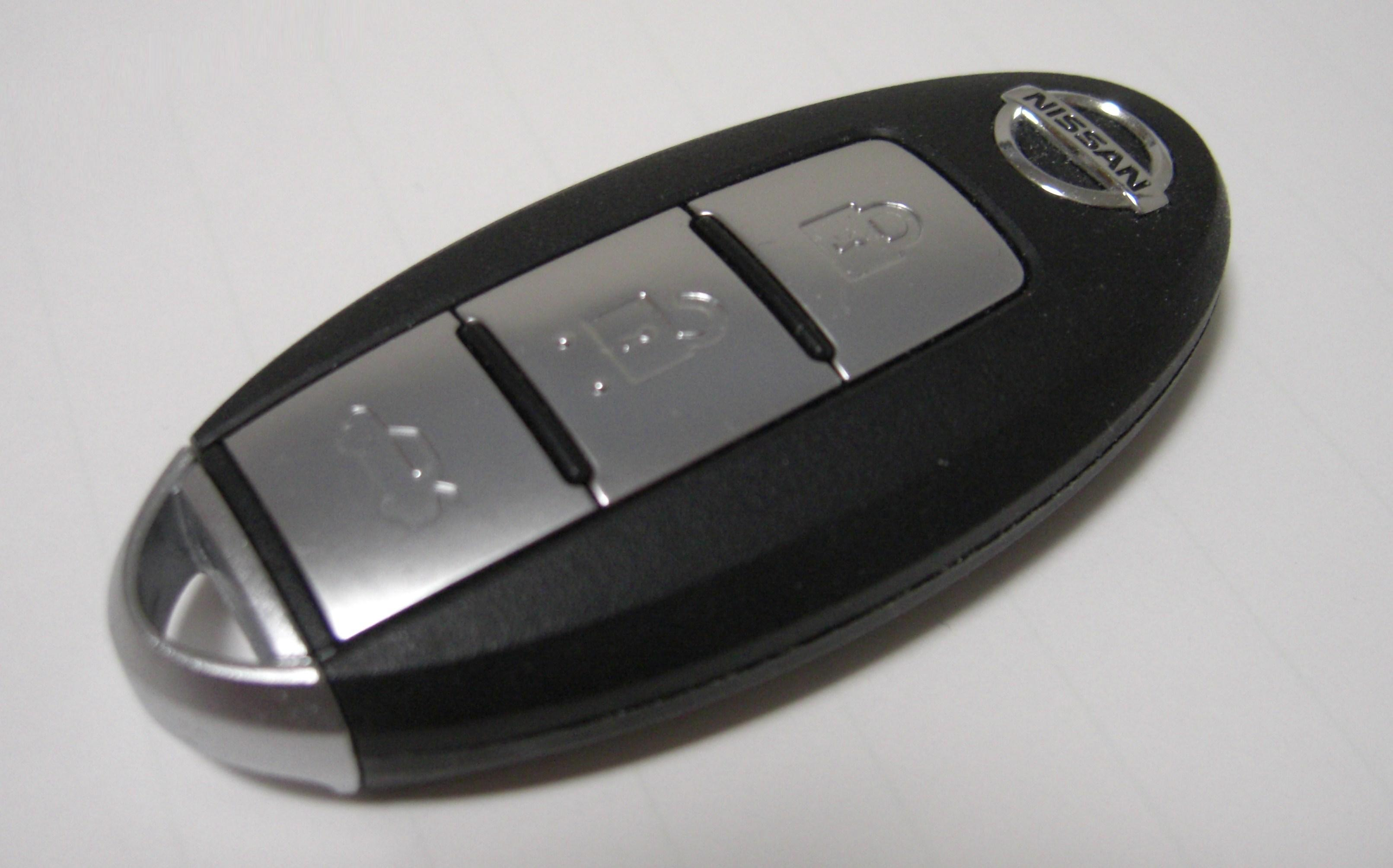
インテリジェントキー（楕円型、日産・フーガ後期型用）

インテリジェントキー（Intelligent Key）は、日産自動車の、機械的な鍵を使用せずに車両のドアの施錠・開錠やエンジンの始動が可能なシステムの名称であり、同時に日産の登録商標でもある（第4692385号）。リモートコントロールエントリーシステムと同じ操作も可能である。このシステムは日本の自動車メーカーでは日産がいち早く導入を開始し、その後他社も同様のシステムで追随している。
2002年（平成14年）にフルモデルチェンジしたK12型系マーチに初めて搭載され、現在では日産のほぼ全車種に搭載されている。

## 概要
一部グレード、車両はメーカーオプションであるが日産自動車の乗用車のほとんどがこのシステムを採用しており、NV150 AD、NV350キャラバンなど一部の商用車にも採用されている。また、海外専売車（インフィニティGコンバーチブルなど）の多くにも搭載されている。2014年からアメリカ仕様のアルティマなどにリモコン・エンジン・スタート(Remote Engine Start System)機能が追加された物も登場している。
ドアのリクエストスイッチを押すと車載ユニットとIDコードの交信がされ、開錠時はピッピッ、施錠時はピッと鳴りアンサーバック（ハザードランプの点滅）がなされる。
鍵を車内に閉じ込めたまま施錠をしようとすると「ピピピピピピピピ…」と警告音が鳴り、鍵がかからない仕組みになっているが、助手席ドアの車内集中ロックボタンで施錠した後に、そのドアを半ドア状態にすると全てのドアが施錠されてしまい閉じ込み状態になることもあるので注意が必要である。また金属部分（カード型は右下部分）を引っ張り出すと中から普通の鍵（メカニカルキーあるいはエマージェンシーキー）が出てくるため電池切れの際も開錠、施錠が可能である。
本体は最大4個（車種によっては3個や5個の場合も）まで増やすことができるが、その都度全てのキーをディーラーにて持参・登録させる必要がある（当然、その都度登録料が発生する）。
登録は基本的に本体とメカニカルキーを同時に行うため、メカニカルキーが車両に付属しているキーナンバーと異なる場合、本体の電池が切れた（あるいは交換した）場合は動作しなくなり、改めて登録し直す必要があるので注意が必要である（ゆえに、中古で本体を入手した場合は本体のみを登録しておけばこの事態は回避できる）。
なお、本体に内蔵されるメカニカルキーはイモビライザーを内蔵している関係上、純正品以外での複製は不可能である。

## 形状

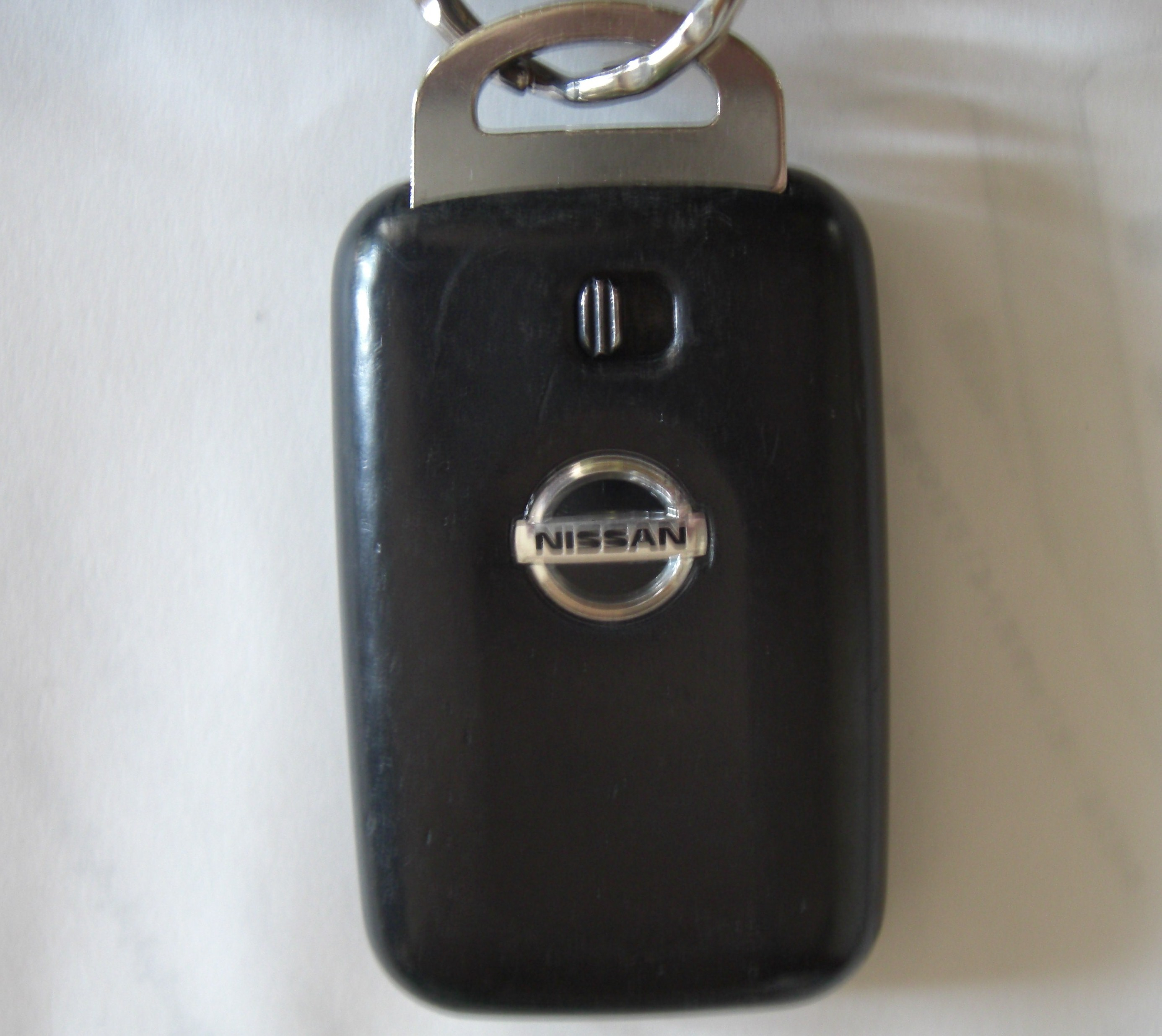
インテリジェントキー（長方形型、Z11型キューブ前期用）

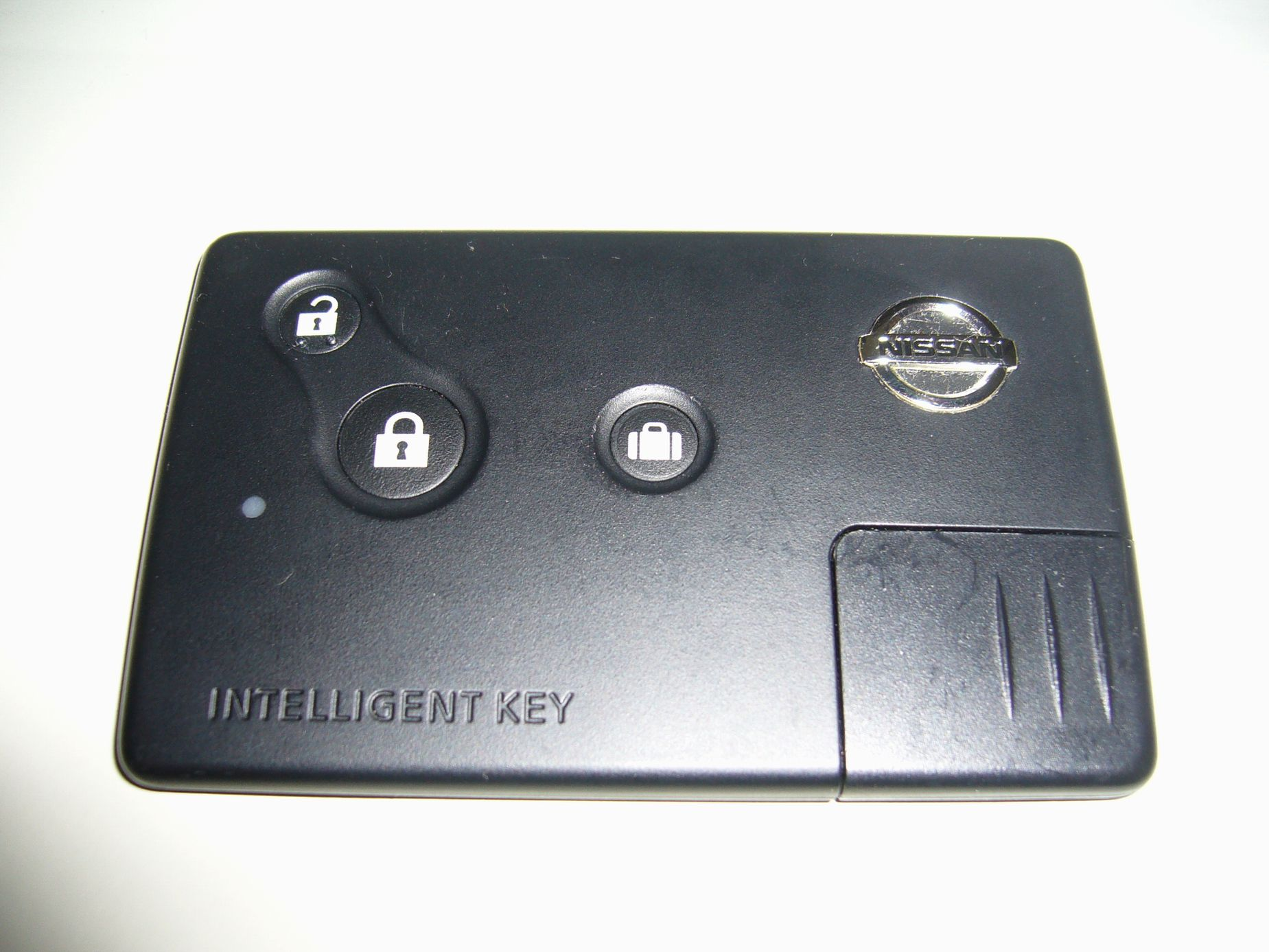
インテリジェントキー（カード型、J31型ティアナ前期用）

長方形型
初期の形。主にマーチ（3代目、K12型）やキューブ（2代目、Z11型。写真）、これとは若干形が違うが、エルグランド（2代目、E51型）の初期車に採用されている型。いずれもマイナーチェンジにより紡錘形型となった。
デイズ（初代）とデイズルークスでは、共同開発相手かつ製造元の三菱自動車工業のeKシリーズ（3代目）に搭載される長方形型のキーレスオペレーションキーを踏襲していた。
カード型
プレサージュ（2代目、U31型）およびティアナ（初代、J31型）の前期型、セレナ（C24型後期）およびウイングロード（Y11型後期）に採用されたが、それぞれマイナーチェンジやフルモデルチェンジによって楕円型になった。
ティアナのライセンス生産版であるルノーサムスン・SM5（2代目、EX1型）/SM7（初代、EX2型）については前・後期ともCIマークが変更されただけで、同一形状のカード型が採用された。
尚、他のタイプがメカニカルキーの一部を露出してキーホルダー等に付けやすくなっているのに対し、このタイプのみメカニカルキーをカードと同化（一体化）させたために格納式のプラスチック製ホルダーを本体のコーナーに内蔵させているが、破損しやすいので注意が必要である。
楕円形型（フォブタイプ）
現行の形（ただし、ラフェスタハイウェイスター（←マツダ・プレマシー）やモコ（←スズキ・MRワゴン）等のOEM車両については同じ楕円形でも各ベース車両の形状を踏襲）。
GT-Rのものには日産マークが付いている部分に「GT-R」ロゴが、一部改良後のZ34型フェアレディZのものには「Z」のロゴが付いているほか、日産の高級車ブランドインフィニティ用と国内仕様のV37型スカイライン用、Y51型フーガ（後期）用にはインフィニティエンブレムが付けられている。
三菱の4代目eKワゴン/2代目eKスペース、eKクロス/eKクロス スペースのキーレスオペレーションシステム装着車には、2代目デイズ/2代目ルークスとともに、この形状が採用される。
日産の自社生産車種のうち、主にコンパクトカーで使用される、施錠・解錠のボタンのみを装備したタイプをモチーフとしたUSBメモリが、日産の公式グッズとして発売されている。

## エンジン始動方法
- イグニッションノブ - Z11型キューブやJ10型デュアリスなどが採用している。メカニカルキーを差し込むかインテリジェントキーを感知域内に保持しながら回すとエンジンが始動する。2004年までに発売された車種に多く見られるが、Y50型フーガを皮切りに下記のプッシュエンジンスターターに置き換えられ、Y12型ウイングロードの販売終了をもってイグニッションノブを搭載した乗用車は消滅（商用車まで含めると、NV150 AD・NV200 バネットが、2019年4月時点でこの方式を採用）。

- プッシュエンジンスターター - フーガ、V36型スカイライン、Z34型フェアレディZ、アルティマなどの車種が採用しているタイプで、イグニッションノブやキーシリンダー自体が存在しない。オートマチックトランスミッション車の場合はセレクトレバーを「P」か「N」の位置でブレーキペダルを、マニュアルトランスミッション車の場合はクラッチペダルを踏みながらボタンを押すとエンジンが始動する。なお、インテリジェントキーが電池切れになった際は専用の差し込み口にメカニカルキーを取り出さずにインテリジェントキーをそのまま差し込んでスタートボタンを押すか、差し込み穴が無い場合はインテリジェントキーをスタートボタンに近づけた後にスタートボタンを押すことでエンジンを始動させる事が出来る。いずれの場合も、ドアにはキーシリンダーが存在するため、電池切れ時のドア開閉にのみメカニカルキーを使用する形になる。

- リモコンスターター - 2014年の北米仕様アルティマなどに採用されている。車外の離れた所からインテリジェントキーに付いた、エンジンスタートボタンでエンジンが遠隔始動できる。